# Jovan Zivlak
Jovan Zivlak (Nakovo, 1947.), srpski pjesnik
Školovao se u Kikindi i u Novom Sadu. Diplomirao na Filozofskom fakultetu u Novom Sadu na odsjeku za srpski jezik i književnost. Živi i radi u Novom Sadu. Predsjednik je Društva književnika Vojvodine. Osnovao je časopis za književnost, umjetnost, kulturu i mišljenje "Zlatna greda", kao i Međunarodni novosadski književni festival.
Jovan Zivlak je danas jedan od najznačajnijih suvremenih srpskih pjesnika. Njegova poezija izranja iz metafizičke spoznaje, ali je istovremeno zaronjena u smisao sadašnjosti. U jezgri ove poezije nalazi se filozofska osnova, lament modernog subjekta i intelektualca suptilne refleksije o stvarima svijeta. Zivlakov jezik je duhovno i artistički suveren u svojoj metafizičkoj samoproblematizaciji, jasno i čvrsto isprofiliran, iako isprekidan stankama i dahovima koji fragmentiraju značenja zauvijek izgubljene cjeline. U tim višeznačnim, često do tamnosti ostvarenim zivlakovskim slikama i refleksijama, pojavljuje se moderni paradoksalan i zagonetan svijet u kojem pojedinac i kultura tegobno tragaju za svojim uporištima i smislovima.
O književnom djelu Jovana Zivlaka napisan je veliki broj eseja, studija, jedna monografija i jedan magistarski rad; i veliki broj bibliografskih jedinica u zemlji i inozemstvu. Piše poeziju, eseje, književnu i likovnu kritiku. 
Zastupljen je u svim važnijim antologijama srpske poezije u zemlji i inozemstvu. Pjesme mu prevođene u mnogim stranim časopisima od engleskog, talijanskog, poljskog, njemačkog, francuskog do kineskog i japanskog.
O pjesništvu Jovana Zivlaka održan je simpozij u Novom Sadu 2002. godine.

## Knjige pjesama
- Brodar (1969.)
- Večernja škola (1974.)
- Čestar (1977.)
- Tronožac (1979.)
- Čekrk (1983.)
- Napev (1989.)
- Zimski izveštaj (izbor, 1989.)
- Čegrtuša (1991.)
- Obretenje (izbor, 1993., 1994., 1995.)
- Ostrvo (2001.)

## Knjige eseja
- Jedenje knjige (1996.)
- Aurine senke (1999.).

## Pjesničke knjige u prijevodu
- Trepied (francuski, 1981.)
- Penge (mađarski, 1984.)
- Trinožnik (makedonski, 1985.)
- Zol gostin (makedonski, 1991.)
- Il cuore del mascalazone (talijanski, 1994.)
- Zly host (slovački, 1997.)
- Penitenta (rumunjski, 1998.)
- Poemes choisis (francuski, 1999.)

## Priredio knjige
- Jovan Dučić: Pesme (izbor, pogovor, bibliografija, hronologija), Kairos, 1996.
- Dušan Vasiljev: Pesme (izbor, pogovor, bibliografija, hronologija), Kairos, 2000.
- Danilo Kiš: Autopoetike, eseji (izbor, pogovor), Svetovi, 1999.
- Milorad Pavić: Panonske legende, priče (izbor, pogovor), Draganić, 2000.
- Laza Kostić : Među javom i med snom, pjesme (izbor i pogovor), UIKJ, 2001.

## Književne nagrade
- Mlada Struga 1974;
- Pavle Marković Adamov ( poezija),1992;
- Kruna Despota Stefana Lazarevića (poezija), 1993;
- Stanislav Vinaver (Jedenje knjige, esej), 1995;
- Dušan Vasiljev (poezija), 1997;
- Nagrada Zlatna značka KPZ Srbije (književnost i izdavaštvo), 1998.
- Nagrada Društva književnika Vojvodine za knjigu godine  (Aurine senke, esej), 1999;
- Nagrada Stevan Pešić (cjelokupno delo), 2001.
- Oktobarska nagrada grada Novog Sada ( književnost), 2001
- Milica Stojadinović Srpkinja( poezija), 2003.

## Vanjske poveznice
Zvanična web prezentacija Jovana Zivlaka
Radoman Kordić: Polimorfno čitanje  Arhivirana inačica izvorne stranice od 7. srpnja 2009. (Wayback Machine)
Poezija Jovana Zivlaka na španjolskom[neaktivna poveznica]